# Wincenty Zbyszewski
Wincenty Antoni Zbyszewski (ur. 22 stycznia 1893 w Warszawie, zm. wiosną 1940 w Charkowie) – major piechoty Wojska Polskiego, ofiara zbrodni katyńskiej.

## Życiorys
Urodził się 22 stycznia 1893 w Warszawie, w rodzinie Szymona i Antoniny z Kauffmanów.
Służył w 34 Pułku Piechoty w Białej Podlaskiej. 3 maja 1926 został mianowany majorem ze starszeństwem z 1 lipca 1925 roku i 12. lokatą w korpusie oficerów piechoty. W październiku tego roku został wyznaczony na stanowisko dowódcy III batalionu. W maju 1927 został przeniesiony do 41 Pułku Piechoty w Suwałkach na stanowisko kwatermistrza. W marcu 1929 do Powiatowej Komendy Uzupełnień Kalisz na stanowisko pełniącego obowiązki kierownika I referatu administracji rezerw i zastępcy komendanta, a już w lipcu tego roku zwolniony z zajmowanego stanowiska i oddany do dyspozycji dowódcy Okręgu Korpusu Nr VII. Z dniem 30 listopada 1929 został przeniesiony w stan spoczynku. W 1934, jako oficer stanu spoczynku pozostawał w ewidencji PKU Kalisz. Posiadał przydział do Oficerskiej Kadry Okręgowej Nr VII. Był wówczas „przewidziany do użycia w czasie wojny”.
28 czerwca 1932 Komitet Krzyża i Medalu Niepodległości przyznał mu Medal Niepodległości, lecz nie przedstawiono wniosku prezydentowi RP z powodu „ujemnej opinii Związku Legionistów w Kaliszu”. 2 kwietnia 1936 Komitet ponownie rozpatrzył jego wniosek, lecz Krzyża Niepodległości nie przyznał
W czasie kampanii wrześniowej 1939 – po agresji ZSRR na Polskę – w nieznanych okolicznościach dostał się do niewoli sowieckiej. Przebywał w obozie w Starobielsku. Wiosną 1940 został zamordowany przez funkcjonariuszy NKWD w Charkowie i pogrzebany potajemnie w bezimiennej mogile zbiorowej w Piatichatkach, gdzie od 17 czerwca 2000 mieści się oficjalnie Cmentarz Ofiar Totalitaryzmu w Charkowie. Figuruje na Liście Starobielskiej NKWD, pod poz. 1171.
5 października 2007 minister obrony narodowej Aleksander Szczygło mianował go pośmiertnie na stopień podpułkownika. Awans został ogłoszony 9 listopada 2007 w Warszawie, w trakcie uroczystości „Katyń Pamiętamy – Uczcijmy Pamięć Bohaterów”.

## Ordery i odznaczenia
- Krzyż Walecznych czterokrotnie[21][22][23]
- Medal Niepodległości – 27 czerwca 1938 „za pracę w dziele odzyskania niepodległości”[24][2]
- Medal Pamiątkowy za Wojnę 1918–1921 „Polska Swemu Obrońcy”[1]
- Medal Dziesięciolecia Odzyskanej Niepodległości[1]
- Medal Międzysojuszniczy „Médaille Interalliée”[21]